# Juan Manuel Bordeu
Pour les articles homonymes, voir Bordeu.
Juan Manuel Bordeu était un pilote automobile argentin né à Balcarce le 28 janvier 1934 et mort le 24 novembre 1990. Il s'est engagé sur un Grand Prix de Formule 1 en 1961, sans pour autant prendre le départ. 

## Résultats en championnat du monde de Formule 1
| Saison | Écurie                   | Châssis | Moteur            | Pneus  | Grands Prix disputés | Points inscrits | Classement |
| ------ | ------------------------ | ------- | ----------------- | ------ | -------------------- | --------------- | ---------- |
| 1961   | UDT Laystall Racing Team | 18/21   | Climax 4 en ligne | Dunlop | 0 (1 non partant)    | 0               | n.c.       |